# Dellamora greenwoodi
Dellamora greenwoodi is een keversoort uit de familie spartelkevers (Mordellidae). De soort is voor het eerst wetenschappelijk beschreven door Blair.